# Муланд, Ханс Петтер
Ханс Петтер Муланд (род. 17 октября 1955, Осло) — норвежский кинорежиссёр.

## Биография
Муланд родился в Осло. Прежде чем дебютировать в полнометражном кино в 1993 году с фильмом «Последний лейтенант», он получил награды за свои рекламные ролики на крупнейших фестивалях, включая Каннский. После этого он снял фильмы «Ноль градусов Кельвина» (1995), «Абердин» (2000) и «Страна надежды» (2004), который был отобран для участия в конкурсе на Берлинского кинофестиваля. Также снял короткометражный фильм United We Stand, который был удостоен призов на нескольких крупных кинофестивалях. Также известен своим сотрудничеством и близкой дружбой со шведским актёром Стелланом Скарсгордом, сняв его в трёх фильмах: «Ноль градусов Кельвина», «Абердин» и «Довольно добрый человек» (2010), последний из которых был номинирован на «Золотого медведя» на 60-м Берлинском международном кинофестивале.
Премьера четвертой совместной работы со Скарсгордом, «Дурацкое дело нехитрое», состоялась в конкурсной секции 64-го Берлинского международного кинофестиваля. Муланд дебютировал в Голливуде в 2019 году, сняв ремейк фильма «Дурацкое дело нехитрое» под названием «Снегоуборщик» с Лиамом Нисоном в главной роли.
1 ноября 2024 года состоится премьера фильма Муланда «Профессионал» с Лиамом Нисоном и Роном Перлманом в главных ролях.
Муланд женат на режиссёре и сценаристе Марии Сёдал, в браке с которой у него родились трое детей. У него также есть трое детей от предыдущего брака.

## Фильмография
| Год  | Название                | Примечания              |
| ---- | ----------------------- | ----------------------- |
| 1993 | The Last Lieutenant     |                         |
| 1995 | Ноль градусов Кельвина  |                         |
| 2000 | Абердин                 |                         |
| 2004 | Страна надежды          |                         |
| 2006 | Товарищ Педерсен        |                         |
| 2010 | Довольно добрый человек |                         |
| 2014 | Дурацкое дело нехитрое  |                         |
| 2019 | Снегоуборщик            | ремейк фильма 2014 года |
| 2019 | Угоняя лошадей          |                         |
| 2024 | Профессионал            |                         |